# Hesperantha humilis
Hesperantha humilis är en irisväxtart som beskrevs av John Gilbert Baker. Hesperantha humilis ingår i släktet Hesperantha och familjen irisväxter. Inga underarter finns listade i Catalogue of Life.